# Cynoglossum macrolimbe
Cynoglossum macrolimbe là loài thực vật có hoa trong họ Mồ hôi. Loài này được Riedl mô tả khoa học đầu tiên năm 1990.